# Paul Lakämper
Paul Lakämper (né le 14 avril 1926 à Gütersloh et mort le 20 septembre 1983 dans la même ville) est un homme politique allemand (CDU).

## Biographie
Après l'école, Lakämper termine un apprentissage de monteur de machines, qu'il termine en 1943 avec l'examen de compagnon. Il participe ensuite à la Seconde Guerre mondiale en tant que soldat et est utilisé dans la marine. Après la fin de la guerre, il travaille chez Miele & Cie. KG, où il est promu contremaître. Il est marié et a trois enfants.

## Parti politique
Lakämper est le fondateur de la Junge Union à Gütersloh. Il rejoint la CDU en 1952, est président de l'Association politique locale de Wiedenbrück de 1961 à 1973, puis jusqu'en 1983 président de l'Association politique locale de Gütersloh.

## Député
Lakämper est conseiller municipal de Gütersloh depuis 1952 et est par la suite élu président du groupe parlementaire CDU. En 1961, il rejoint le conseil de l'arrondissement de Wiedenbrück. Il est membre du Landtag de Rhénanie-du-Nord-Westphalie de 1966 jusqu'à sa mort.

## Autres mandats
Lakämper est administrateur de l'arrondissement de Wiedenbrück de 1964 jusqu'à la réorganisation municipale en 1973. Après cela, il est administrateur de l'arrondissement de Gütersloh jusqu'à sa mort.

## Honneurs
- Chevalier de l'ordre du Mérite de la République fédérale d'Allemagne, 1970
- Officier de l'ordre du Mérite de la République fédérale d'Allemagne, 1979
- Paul-Lakämper-Strasse à Gütersloh